# Plesiophantes tanasevitchi
Plesiophantes tanasevitchi is een spinnensoort in de taxonomische indeling van de hangmatspinnen (Linyphiidae).
Het dier behoort tot het geslacht Plesiophantes. De wetenschappelijke naam van de soort werd voor het eerst geldig gepubliceerd in 1990 door Jörg Wunderlich.